# 亀井洋一郎
亀井 洋一郎（かめい よういちろう、1974年 - ）は、日本の陶芸家。琉球大学准教授。香川県大川郡白鳥町（現在の東かがわ市）出身。2001年に第39回朝日陶芸展でグランプリを受賞。陶磁器の量産技法である鋳込み成形に着目し、磁器の格子構造体を基本形とする作品を制作。

## 略歴
- 1974年 - 香川県大川郡白鳥町（現在の東かがわ市）に生まれる。
- 1999年 - 大阪芸術大学大学院芸術制作研究科修了
- 2006年 - 京都市立芸術大学大学院美術研究科博士（後期）課程修了、博士号（美術）取得　博士論文「光の受容器」[1]。
- 2014年 - 国立大学法人琉球大学教育学部准教授に着任。[2]

## 受賞歴
- 2001年 - 第39回朝日陶芸展グランプリ受賞
- 2004年 - 第1回台湾国際陶芸ビエンナーレ優秀賞受賞
- 2010年 - 平成21年度香川県文化芸術新人賞受賞[3]。
- 2010年 - 平成21年度京都市芸術新人賞受賞[4]